# آره، و؟
«آره، و؟» (انگلیسی: Yes, And?) ترانه‌ای از خوانندهٔ آمریکایی آریانا گرانده و تک‌آهنگ آغازین هفتمین آلبوم استودیویی در شرف انتشار او، به‌نام درخشش ابدی (۲۰۲۴)، است. این ترانه در ۱۲ ژانویه ۲۰۲۴ از طریق ریپابلیک رکوردز منتشر شد.
نگارش و تهیهٔ این ترانه به‌دست گرانده، مکس مارتین و ایلیا سلمان‌زاده انجام شد. این ترانه اثری هاوس و پاپ است و به فرهنگ بال اشاره دارد. منتقدان به الهام‌گیری آن از ترانهٔ «وگ» (۱۹۹۰) اثر مدونا اشاره داشتند.

## زمینه و ترویج
گرانده پس از انتشار ششمین آلبوم استودیویی‌اش، موقعیت‌ها (۲۰۲۰)، به نظارت بر برند لوازم آرایشی خود، آرئی‌ام بیوتی، پرداخت و برای بازی در اقتباس‌های سینمایی موزیکالِ برادویِ شرور برگزیده شد. او همچنین به‌عنوان مربی در فصل بیست و یکم د ویس در اواخر سال ۲۰۲۱ مشغول به فعالیت بود. در بخش پرسش و پاسخ ویدیوی یوتیوب وابسته به آرئی‌ام بیوتی که در مهٔ ۲۰۲۲ منتشر شد، او اعلام کرد تا زمانی که فیلم‌برداری فیلم‌های شرور (۲۰۲۴–۲۰۲۵) به پایان نرسد، آلبوم دیگری ضبط نخواهد کرد.
گرانده خبر انتشار هفتمین آلبومش را در اکتبر ۲۰۲۳ در اینستاگرام آشکار کرد و به‌شوخی گفت که نام آلبوم مادر بز است. همچنین تصاویری از همکار دراز مدتش، یعنی تهیه‌کنندهٔ سوئدی مکس مارتین در این عکس گنجانده شده بود. در ۷ و ۱۷ دسامبر ۲۰۲۳، او چند تصویر و کلیپ از خود و اعضای تیمش که در استودیوهای ضبط و تدوین فایل‌های صوتی کار می‌کردند به اشتراک گذاشت. در ۲۷ دسامبر، گرانده آلبوم سالِ ۲۰۲۴ را از طریق رسانه‌های اجتماعی خود تأیید کرد.
در ۴ ژانویهٔ ۲۰۲۴ برای آشکارسازی تک‌آهنگ، گرانده با پوشیدن یک سویشرت سفارشی که روی آن نوشته شده بود «آره، و؟» در انظار عمومی حضور یافت؛ کاری که او پیش‌تر برای تک‌آهنگ آغازین شیرین‌کننده، «اشکی برای گریه کردن نمانده» (۲۰۱۸) انجام داده بود. زمانی که گرانده رسماً این ترانه را از طریق رسانه‌های اجتماعی خود اعلام کرد، این عبارت به‌عنوان نام تک‌آهنگ آغازین تأیید شد. از نظر منتقد ورایتی، «آره، و؟» جانشین «ممنون، بعدی» (عنوان پنجمین آلبوم استودیویی او (۲۰۱۹) و تک‌آهنگ اصلی آن (۲۰۱۸)) بود. «آره، و؟» نخستین کار موسیقایی تکی گرانده از زمان آلبوم موقعیت‌ها است. لینک‌های پیش‌ذخیره و پیش‌سفارش سرویس‌های استریم و سی‌دی تک‌آهنگ این ترانه ابتدا از طریق صفحه اینستاگرام آلبوم شیرین‌کننده به اشتراک گذاشته شد.

## طرح روی جلد
طرح روی جلد تا حدی در دسامبر ۲۰۲۳ از طریق بسته‌بندی‌های‌های آرئی‌ام بیوتی که برای طرفداران ارسال شده بود، با این یادداشت رونمایی شد: «سال آینده شما را می‌بینم». گرانده طرح روی جلد را در ۷ ژانویه ۲۰۲۴ از طریق رسانه‌های اجتماعی به نمایش گذاشت. این طرح، تصویری تار از سمت چپ صورت او را نشان می‌دهد. در آن، او از لوازم آرایشی مجموعه آرئی‌ام بیوتی استفاده کرد. این عکس توسط کتیا تمکین گرفته شده‌است. به گفتهٔ گرانده، جلد تک‌آهنگ نیز یکی از گونه‌های مختلف جلد آلبوم خواهد بود.

## ساختار
«آره، و؟» ۳ دقیقه و ۳۴ ثانیه است. گرانده، مارتین و ایلیا سلمان‌زاده تهیه‌کنندگی و برنامه‌ریزی این ترانه را برعهده داشتند و صداهای پس‌زمینه را تهیه کردند. مارتین و سلمان‌زاده سازهای درام، کیبورد و بیس و سلمان‌زاده پیانو را نواخت. سام هالند و لو کارائو مهندسی ترانه را با کمک اریک آیلندز و راب سلنز انجام دادند. رندی مریل مسترینگ این ترانه را به عهده داشت و سربن گینه آن را با کمک برایس بوردون میکس کرد.
«آره، و؟» ترانه‌ای هاوس و پاپ است که به فرهنگ بال اشاره دارد و به گفتهٔ منتقد رولینگ استون، در ساخت آن از تک‌آهنگ «وگ» اثر مدونا محصول سال ۱۹۹۰ الهام گرفته شده‌است. این ترانه به آلبوم استودیویی سال ۲۰۲۲ بیانسه به‌نام رنسانس و ترانهٔ سال ۲۰۲۰ لیدی گاگا به‌نام «بابیلون» تشبیه شده‌است. از لحاظ متن، این ترانه به تأثیر عقاید دیگران بر عقاید خود شخص می‌پردازد. گرانده کلمات ناسزایی را در متن ترانه به کار می‌برد و شنوندگان را تشویق می‌کند تا بر منفی‌نگری غلبه کنند. او همچنین به انتقادات از زندگی شخصی خود می‌پردازد: «در مورد بدنم نظر نده، پاسخ نده / کارهایت به خودت مربوطه و کارهایم به خودم / چرا آنقدر برات مهمه که من روی کیر چه کسی می‌نشینم؟»

## بازخورد انتقادی
«آره، و؟» با نقدهای مثبتی از سوی منتقدان موسیقی روبه‌رو شد. منتقد ان‌ام‌ئی این ترانه را «گفتمانی ملودی‌وار» توصیف کرد «که به شایعه‌پراکنی بیش از حد واکنش نشان می‌دهد»، و گفت که این ترانه «گرانده را در واقعی‌ترین شکل خود نشان می‌دهد: انسانی معیوب اما صادق که به دنبال اذعان سرگذشت خود و پیشرفت کردن است».
برخی از منتقدان، این ترانه را به فضای سالن رقصی هفتمین آلبوم استودیویی بیانسه، رنسانس، به‌ویژه تک‌آهنگ اصلی آن «روحم را بشکن»، تشبیه کردند.

## عملکرد تجاری
«آره، و؟» در ۲۴ ساعت نخست انتشار بیش از ۱۱ میلیون بار در اسپاتیفای جهانی پخش شد و بزرگ‌ترین ترانهٔ گرانده بود که با این تعداد در این پلتفرم آغاز به کار می‌کند. افراد وابسته به صنعت موسیقی پیش‌بینی کردند که این ترانه به صدر جدول بیلبورد هات ۱۰۰ می‌رسد و جایگزین «عشق بر من» اثر جک هارلو می‌شود. با این حال، بیلبورد گزارش داد که استریم‌های «آره، و؟» از روز نخست کاهش قابل توجهی داشت و باعث ایجاد نبردی برای به‌دست آوردن رتبهٔ نخست جدول خواهد شد. بیلبورد عقیده داشت که نسخه‌های «ویرایش‌شده، گسترده، تسریع‌شده، آهسته‌شده، آکاپلا و بی‌کالام» که سپس منتشر شدند، قرار است عملکرد هفتهٔ نخست آن را بهبود بخشد. این ترانه به صدر جدول بیلبورد هات ۱۰۰ رسید.

## موزیک ویدیو
در ۱۹ دسامبر ۲۰۲۳ گزارش شد که گرانده در حال فیلمبرداری ویدیویی دیده شده‌است که در آن زمان تصور می‌شد برای نخستین تک‌آهنگ این آلبوم باشد. گرانده سپس در ۱۱ ژانویه ۲۰۲۴ یک تیزر تریلر برای موزیک ویدیوی این ترانه به اشتراک گذاشت. این تریلر مخفف «AG7» را نمایش می‌دهند که اشاره‌ای به هفتمین آلبوم استودیویی بدون عنوان اوست. این ویدئو و ترانه نه تنها به ترانهٔ «وگ» مدونا محصول سال ۱۹۹۰ اشاره دارد، بلکه از طریق رقص، صحنه و لباس‌ها به ترانهٔ «بی‌عاطفه» پائولا عبدل که در سال ۱۹۸۹ منتشر شد نیز اشاره می‌کند. مختصات جغرافیایی ۴۱°۰۳′۵۹″N 71°۹۵′۴۵″W در ویدیو، مونتاوک، نیویورک را نشان می‌دهد که یکی از مکان‌های فیلم‌برداری آفتاب ابدی یک ذهن پاک (۲۰۰۴) بود. گرانده می‌گوید از طرفداران جیم کری است. کری در این فیلم نقش اصلی را بازی کرده‌است.

## ریمیکس ماریا کری
در ۱۴ فوریهٔ ۲۰۲۴ گرانده ریمیکسی را از «بله، و؟» با خواننده و ترانه‌سرای آمریکایی ماریا کری اعلام کرد. که دو روز بعد همراه با متن ترانهٔ ویدئویی در یوتیوب آپلود و در ۱۶ فوریه منتشر گردید.